# سمكة الخفاش
سمكة الخفاش ذات الشفاه الحمراء (باللاتينية: Ogcocephalus darwini) هي سمكة ذات مظهر غريب توجد في جزر گالاپوگوس على عمق حوالي 30 متر أو أكثر.

## الوصف
يتميز هذا النوع من الأسماك بشفتاها الحمراء الزاهية. وهي من الأسماك التي لا تستطيع السباحة، وتستخدم زعانفها المحورتين للمشي على قاع المحيط. وللأفراد البالغة أشواك تستخدمها للحماية من الأعداء.

## النظام الغذائي
تتغذى على الأسماك الصغيرة الأخرى وعلى القشريات مثل الجمبري وعلى الرخويات.

## حالة الحفاظ
لا يوجد تهديدات معروفة لسمكة الخفاش ذات الشفاه الحمراء حتى الآن، وهي من الأنواع الغير مهددة بالانقراض

## وصلات خارجية
- معلومات أونلاين